# Лутверці
Лутверці (словен. Lutverci) — поселення в общині Апаче, Помурський регіон, Словенія. Висота над рівнем моря: 212 м.